# Centre pour la justice au Tibet
Pour les articles homonymes, voir TJC.
Le Centre pour la justice au Tibet (Tibet Justice Center, TJC, anciennement International Committee of Lawyers for Tibet, ICLT) est une association américaine juridique de soutien à la cause du Tibet fondée en 1989,. L'association, une organisation non gouvernementale composée d'avocats et de professeurs de droit tibétains et américains, plaide pour le droit du Tibet à l'autodétermination,.

## Présentation et domaines de compétence
L'association est une organisation non gouvernementale ayant son siège à Oakland en Californie, États-Unis, défendant les droits de l'homme et l'autodétermination pour le peuple du Tibet,,. Au travers d'activités juridiques et éducative, ICLT promeut des droits humains, la protection de l'environnement, et de la résolution pacifique de la situation au Tibet,.
L'association est membre de Climate Justice Now! (en), de l'Union internationale pour la conservation de la nature (UICN) depuis 1991 et du Réseau international pour le Tibet. Elle est l'une des associations à l'origine de la campagne Tibet Third Pole (T3P).
Fondée aux États-Unis en 1989 sous le nom de International Committee of Lawyers for Tibet, elle est historiquement la première et la seule association juridique de soutien à la cause du Tibet. La création de l'association a été proposée par Michael van Walt van Praag, conseiller juridique du 14e dalaï-lama, et John Ackerley, un avocat membre d'International Campaign for Tibet. Lors de réunions dans le nord de la Californie qui se sont tenues dans les quatre principales écoles de droit et lors de deux conférences générales, une quinzaine d'avocats et d'étudiants en droit et une quinzaine d'autres personnes intéressées rejoignirent la nouvelle association.
En 2001, douze ans après sa création, l’association a changé son nom pour Tibet Justice Center, car elle n’est plus seulement composée d'avocats. Dans ce qu'elle appelle la lutte non-violente où l'information et le droit sont les principaux arguments, l’association a pensé que les avocats pouvaient jouer un rôle clé dans la présentation du cas du Tibet, en particulier à l'ONU. Elle rapporte que le gouvernement tibétain en exil s'appuie régulièrement sur elle pour un soutien devant les organes de l'ONU et pour des projets particuliers. Selon l'association, ses missions d'enquête à la fois sur les femmes et les enfants tibétains, ont apporté un éclairage important sur l'impact de la domination chinoise aujourd'hui sur la plupart des Tibétains. Aux États-Unis, l’association donne aussi des conseils aux Tibétains pour obtenir l'asile politique. L’association affirme être leader sur les questions concernant l'environnement du Tibet. Même si, à ses yeux, l’expertise sur les droits de l'homme demeure centrale, l’association déclare faire appel à des écologistes, psychologues, médecins, infirmières, enseignants, hommes d'affaires, journalistes et anthropologues.
Pour le juriste hongkongais Barry Sautman, le CJT est une association pro-indépendance. Cependant, au sujet de l'indépendance du Tibet, l'association a clarifié que sa mission est, et a toujours été, de plaider pour le droit des Tibétains à l'autodetermination. Pour l'ONG, c'est aux Tibétains de décider de leur statut politique à venir.

## Financement
Le Centre pour la justice au Tibet est une association à but non lucratif, soutenue par des avocats, d'autres personnes concernées et des organisations,,.
En 2013, l'association a reçu 15,000 $ de la National Endowment for Democracy pour renforcer l'engagement coordonné et concerté sur le Tibet à l'Organisation des Nations unies par l'Examen Périodique Universel (en) de la situation des droits de l'homme en Chine.

## Membres
En 1999, l'association comptait 1 200 membres, dont un tiers sont des avocats.
En l'an 2000, Robert D. Sloane, professeur à la Faculté de droit de l'université de Boston, rejoint l'association dont il devient président du conseil d'administration .

## Activités

### Résolution de l'UICN sur le Yamdrok Tso
En 1996, lors de la première conférence de l'UICN depuis le Sommet de la Terre de Rio, ICLT/TJC a fait adopter une résolution appelant le gouvernement chinois à intensifier ses efforts de coopération avec la communauté internationale dans les échanges d'information sur la conservation, à établir une réserve naturelle au Yamdrok Tso, et à faire usage de l'expertise de l'UICN dans la réalisation d'évaluations de l'impact environnemental en particulier dans le domaine de la conservation des ressources biologiques.

### Libération de Gendun Rinchen
Avec Amnesty International, ICLT/TJC a obtenu la libération de Gendun Rinchen, un guide tibétain emprisonné en 1993 à Lhassa pour avoir transmis des rapports sur la violation des droits de l'homme au Tibet. En mars 1996, il participa avec Jerry Brown, Harry Wu et Orville Schell (en) à un évènement à San Francisco en faveur du TJC.

### Participation à la conférence mondiale sur les femmes de l'ONU à Pékin
Une délégation de 6 membres du TJC, Chimi Thonden, Yoden Thonden, Tenki Tendufla, Lisa Tracy et Eva Herzer, participa au forum des ONG lors de la conférence mondiale sur les femmes de l'ONU à Pékin en 1995.

### Participation à la Conférence Habitat II de l'ONU à Istanbul
Le TJC participa à de la Conférence Habitat II du Programme des Nations unies pour les établissements humains à Istanbul en Turquie en 1996. Le 5 juin, Eva Herzer, alors présidente du TJC, donna une conférence intitulée The destruction of Holy Lhasa: A case study . Le 10 juin, l'association organisa un atelier intitulé Housing Rights Violations in Tibet: a case study of the application of international law.

### Campagne de Résolutions de villes et d'États américains
En 1999, le TJC a mené une campagne pour faire adopter des Résolutions par des villes et des États à travers les États-Unis demandant au Gouvernement de la Chine de respecter les droits de l'homme des Tibétains et de négocier une solution acceptable à la question du Tibet avec les représentants tibétains, fondée sur la volonté du peuple tibétain.

### Rapport sur la torture d'enfants au Tibet
En novembre 1999, le TJC a envoyé trois avocats et de deux psychologues interviewer 57 enfants tibétains dans un camp de réfugiés en Inde. En juin 2000, l'association publie un rapport indiquant que des enfants tibétains âgés de six ans sont détenus et torturés pour des délits politiques et religieux en Chine. Selon des enfants réfugiés en Inde interrogés des coups et des chocs électriques sont administrés aux enfants emprisonnés pour des infractions allant de l'écriture du mot indépendance dans un cahier d'écolier à l'usage de photos du dalaï-lama,.

### Analyse des statuts d’autonomie politique
Pour Mayank Chhaya (en), si le concept d'autogouvernance par l'autonomie est étudié depuis quelque temps, ce n'est qu'au environ des années 2000 que des juristes ont sérieusement examiné les différents modèles qui pourraient s'appliquer au Tibet. Eva Herzer, la fondatrice du TJC, a travaillé avec les Tibétains en exil pour envisager un modèle d'autogouvernance. Pour Eva Herzer : « Le gouvernement de la RAT n’octroie pas une réelle autogestion aux Tibétains. Il a plusieurs raisons à cet état de fait. Premièrement, le gouvernement de la RAT contrôle peu de pouvoirs gouvernementaux. Même ces pouvoirs sont contrôlés in fine par le gouvernement central de la république populaire de Chine (RPC). Deuxièmement, le gouvernement de la RAT est contrôlé par des membres du Parti communiste de la RPC, dont beaucoup sont des Chinois. Troisièmement, les politiques du Parti communiste sont fondées sur une philosophie athée qui est incompatible avec la culture tibétaine. La base structurelle de la RAT est donc telle qu'une réelle autonomie gouvernementale tibétaine est pratiquement impossible ». Dagmar Bernstorff et Hubertus von Welck font remarquer qu'une publication du TJC sur ce sujet fut à l'origine d'une conférence qui rassembla des experts en droit international, des ministres, parlementaires et leaders tibétains en novembre 1999 à New Delhi évaluant les possibilités d'entente entre le Tibet et la Chine.
Astrid Fossier rapporte la publication en 2002 d'un document du TJC intitulé « Options For Tibet’s Future Political Status : Self-Governance Through An Autonomous Arrangement », recense l'ensemble des statuts d’autonomie politique gouvernementaux et analyse le partage des responsabilités entre le gouvernement central et le gouvernement autonome. Selon Michael C. Davis (en), Professeur de droit à l'université chinoise de Hong Kong, l'analyse par l'association des indices d'autonomie parmi les 34 cas d'autonomie territoriale qu'elle recense dans le monde révèle que la politique chinoise d'autonomie au Tibet n'est que nominale. Un déficit sévère d'autonomie réelle apparait dans le système mis en place par le gouvernement chinois. Le rapport du TJC souligne les domaines relevant de l'autonomie dans le monde : les affaires culturelles, l'éducation, les services sociaux et de santé, les impôts, l'économie, les ressources naturelles, les politiques environnementales, les postes et télécommunications, les transports et la police judiciaires. Ces domaines sont couverts par les autonomies locales dans la politique chinoise à Hong Kong, Macao, et celle promise à Taïwan. Dans tous ces domaines, le gouvernement de la région autonome du Tibet est subordonné au gouvernement central. Pour J. M. Mukhi, avocat à la Cour suprême de l'Inde, l'étude de Eva Hezer, d'envergure encyclopédique, montre qu'il y a peu d'espoir pour que les Tibétains puissent bénéficier d'une autogouvernance sans un changement démocratique en Chine.

### Rapports à l'ONU
En 1995, l'association a présenté un rapport à l'ONU sur le droit des femmes. Dans ce rapport, l'association déclare que les femmes tibétaines sont souvent contraintes de se soumettre à des avortements et opérations de stérilisation. Ces femmes sont aussi contraintes par des menaces par la république populaire de Chine d'arrêter et d'emprisonner leur maris si elles ne se soumettent pas à l'avortement et la stérilisation.
En 1999, l'association a effectué une enquête sur le droit des enfants pour réaliser un rapport pour l'ONU.

## «Décision de ne pas donner suite à la demande d'accréditation» aux Nations unies en 2002
À la suite d'une demande d'accréditation de TJC pour assister au Sommet de la Terre 2002, la Chine a proposé une motion de non-action. L'argument apporté par la Chine était que la mission du TJC consistait à diviser un État souverain et que, par conséquent, elle est en contradiction avec les principes des Nations unies. Le délégué américain s'est opposé à la motion de non-action, affirmant que le TJC recherchait l'ouverture d'un dialogue sur l'autodétermination, comme permis par l'ONU. Le délégué espagnol, au nom de l'Union européenne, déclara que la motion de la Chine cherchait à éviter un débat ouvert, rappelant aux participants qu'un vote sur une motion de non-action ne concerne pas l'accréditation, mais le débat sur la question. Cent sept délégations votèrent en faveur de la motion de non-action, 45 votèrent contre, et 16 s'abstinrent .
Malgré les objections de la Chine, une délégation tibétaine de 20 membres put se rendre au Sommet et au Forum de la société civile en parallèle. Le TJC a accueilli deux présentations durant le Sommet, l'un sur l'occupation étrangère, l'autodétermination, et le développement durable, et l'autre sur les rivières transfrontalières et la sécurité humaine.

## Prix
Le prix des Fonds Rowell d'ICT pour des innovateurs tibétains a été attribué à Tibet Justice Center et à Tashi Tsering, directeur du programme de développement au Tibet Justice Center, pour leurs initiatives en matière de développement durable au Tibet, comprenant un programme de formation pour de jeunes tibétains, le développement de partenariats avec des chercheurs / militants chinois, une étude complète sur les effets des parcs de réserves naturelles sur les nomades tibétains, le développement d'une éducation du public sur l'histoire des relations tibétaines à l'environnement et un résumé sur le développement durable pour les écoles tibétaines en exil.

## Publications
- (en) Margit Roos-Collins, The Relationship Between Environmental Management and Human Rights in Tibet: A Report Prepared for Mrs. Fatma Zohra Ksentini, Special Rapporteur, for the Study of Human Rights and the Environment Pursuant to Resolutions 1990/7 and 1990/27 of the Sub-Commission on Prevention of Discrimination and Protection of Minorities, International Committee of Lawyers for Tibet, 1992
- (en) Andrew G. Dulaney, Resolving Claims of Self-determination: A Proposal for Integrating Principles of International Law with Specific Application to the Tibetan People, International Committee of Lawyers for Tibet, 1993
- (en) Ken Herold, Tibet and the United States of America : an annotated chronology of relations in the 20th century, International Committee of Lawyers for Tibet, 1994
- (en) Legal materials on Tibet, 1997.
- (en) Violence and discrimination against Tibetan women : a report submitted by International Committee of Lawyers for Tibet, Women's Commission for Refugee Women Women and Children, Tibetan Centre for Human Rights and Democaracy : to the United Nations. Committee on the Elimination of Discrimination Against Women, United Nations, 1998
- (en) Andrew G Dulaney; Dennis M Cusack; Michael van Walt van Praag; Tibetan Parliamentary and Policy Research Centre, International Committee of Lawyers for Tibet, The case concerning Tibet : Tibet's sovereignty and the Tibetan people's right to self-determination, Tibetan Parliamentary & Policy Research Centre, 2000.
- (en) International Committee of Lawyers for Tibet, A Generation in Peril: The Lives of Tibetan Children Under Chinese Rule : Report, The Committe, 2001,  (ISBN 0970995008 et 9780970995001)
- (en) Eva Herzer, Tibet Justice Center, Options For Tibet's Future Political Status: Self-Governance Through An Autonomous Arrangement, eds Tibetan Parliamentary & Policy Research Centre. New Delhi, India, 2002

## Autre lecture
- (en) Benina Gould, (1997) Ritual as Resistance: Tibetan Women and Nonviolence. In Waller, M. and Rycenga, J. (Eds.), Frontline Feminisms Women, War and Resistance (p. 213-233). New York and London: Garland Publishing.